# Châtillon-sous-les-Côtes
Châtillon-sous-les-Côtes is een gemeente in het Franse departement Meuse in de regio Grand Est en telt 117 inwoners (1999). De plaats maakt deel uit van het arrondissement Verdun.

## Geschiedenis
De gemeente maakte deel uit van het kanton Étain tot Châtillon-sous-les-Côtes op 22 maart 2015 werd opgenomen in het op die dag gevormde kanton Belleville-sur-Meuse.

## Geografie
De oppervlakte van Châtillon-sous-les-Côtes bedraagt 10,3 km², de bevolkingsdichtheid is 11,4 inwoners per km².
De onderstaande kaart toont de ligging van Châtillon-sous-les-Côtes met de belangrijkste infrastructuur en aangrenzende gemeenten.

## Demografie
Onderstaande figuur toont het verloop van het inwonertal (bron: INSEE-tellingen).